# Cal Monget (Collsuspina)
Cal Monget és una masia del terme municipal de Collsuspina, a la comarca del Moianès.
Està situada a prop de l'extrem meridional del nucli de població de Collsuspina, a la dreta del torrent de l'Espina, dalt d'un turonet. En l'actualitat, 2011, unes naus ocupen el lloc de la masia, les restes de la qual són en el turonet que domina aquestes naus a ponent seu.
Pel costat de llevant de les restes de la masia passa el Camí de Collsuspina a Santa Coloma Sasserra.